# Юнг, Рудольф (историк)
Якоб Эрнст Рудольф Юнг (нем. Jakob Ernst Rudolf Jung; 24 марта 1859, Франкфурт-на-Майне — 26 апреля 1922, Франкфурт-на-Майне) — немецкий историк.

## Биография
Родился в семье консисторского советника Филиппа Юнга. В 1866—1872 годах учился в школе Мустершуле. В 1872—1879 годах учился во франкфуртской городской гимназии. После учёбы в Лейпциге, Фрайбурге, Берлине и Марбурге Юнг проходил военную службу во Франкфурте.
В 1884—1886 годах работал над публикацией документов Рейхстага под руководством исторической комиссии Баварской академии наук.
В 1883 году он стал членом общества Freies Deutsches Hochstift, и в 1884 году он был там назначен на должность библиотекаря и клерка. В 1888 году он возглавил городской архив Франкфурта. На этой должности он проработал 34 года до самой смерти.
В 1883 году он стал членом Франкфуртской ассоциации истории и археологии. С 1883 по 1913 год он был председателем этой ассоциации, а с 1888 года он заведовал её архивом и библиотекой. Он являлся редактором различных изданий ассоциации. Он также был одним из основателей Общества Исторического музея и Исторической комиссии Франкфурта-на-Майне.
Юнг был сотрудником нескольких юридических изданий, кроме того работал в газетах Frankfurter Zeitung, Frankfurter Nachrichten и Didaskalia.
В честь Рудольфа Юнга была названа улица Юнгштрассе во франкфуртском районе Бокенхайм. Могила Юнга находится на Франкфуртском главном кладбище.

## Основные труды
- «Herzog Gottfried der Bärtige unter Heinrich IV» (Марбург, 1884);
- «Quellen zur Frankfurter Geschichte» (Франкфурт, 1888);
- «Inventare des Frankfurter Stadtarchivs» (ib., 1889—1892);
- «Goethes Briefwechsel mit Antonie Brentano, 1814—1821» (Веймар, 1896);
- «Das historische Archiv der Stadt Frankfurt am Main» (Франкфурт-на-Майне, 1896).

Вместе с Карлом Вольфом Юнг издал: «Die Baudenkmäler in Frankfurt am Main» (ib., 1896—1898).
1. ↑  Deutsche Nationalbibliothek Record #117236047 // Gemeinsame Normdatei (нем.) — 2012—2016.